# Maisey-le-Duc
Maisey-le-Duc ist eine französische Gemeinde mit 75 Einwohnern (Stand 1. Januar 2022) im Département Côte-d’Or in der Region Bourgogne-Franche-Comté. Sie gehört zum Arrondissement Montbard und zum Kanton Châtillon-sur-Seine.
Die Gemeinde wird vom Fluss Ource durchquert.
Nachbargemeinden sind Villotte-sur-Ource und Courban im Nordwesten, Louesme im Nordosten, Vanvey im Osten, Villiers-le-Duc im Süden, Châtillon-sur-Seine und Prusly-sur-Ource im Westen.

## Geschichte
Die Herzöge von Burgund besaßen in Maisey-le-Duc im Mittelalter eine Burg.

## Bevölkerungsentwicklung
| Jahr                       | 1962 | 1968 | 1975 | 1982 | 1990 | 1999 | 2008 | 2015 |
| -------------------------- | ---- | ---- | ---- | ---- | ---- | ---- | ---- | ---- |
| Einwohner                  | 147  | 137  | 105  | 91   | 91   | 91   | 107  | 85   |
| Quellen: Cassini und INSEE |      |      |      |      |      |      |      |      |